# Benji Gregory
Pour les articles homonymes, voir Gregory.
 (juillet 2024).
Si vous disposez d'ouvrages ou d'articles de référence ou si vous connaissez des sites web de qualité traitant du thème abordé ici, merci de compléter l'article en donnant les références utiles à sa vérifiabilité et en les liant à la section « Notes et références ».
Benji Gregory, né Benjamin Gregory Hertzberg, le 26 mai 1978 à Panorama City, district de Los Angeles en Californie et mort le 13 juin 2024 à Peoria en Arizona, est un acteur américain qui est surtout connu pour avoir tenu le rôle de Brian Tanner dans Alf.

## Biographie
Son père, son oncle et sa sœur étaient tous des acteurs ; sa grand-mère était son agent. Il est apparu dans plusieurs autres séries télévisées telles Fantastic Max, L'Agence tous risques, Hooker, Histoires fantastiques et La Cinquième Dimension.
Gregory a fourni la voix d'Edgar the Mole dans le long métrage d'animation Le Voyage d'Edgar dans la forêt magique (1993).
Gregory s'est enrôlé dans l'US Navy en 2003 et a obtenu son diplôme de météorologiste-océanographe. En 2005, il est libéré de ses obligations militaires avec les honneurs pour raisons médicales. Après son service militaire, il s'est marié en 2006.
Le 13 juin 2024, il est retrouvé mort dans sa voiture à Peoria en Arizona. Il était âgé de 46 ans.

## Filmographie

### Cinéma
- 1986 : Jumpin' Jack Flash de Penny Marshall : Harry Carlson Jr.
- 1993 : Le Voyage d'Edgar dans la forêt magique (Once Upon a Forest) de Charles Grosvenor : Edgar (voix)

### Télévision

#### Séries télévisées
- 1984 : L'Agence tous risques (The A-Team) : Eric (saison 3, épisode 12)
- 1984 : Hooker (T.J. Hooker) : Sean (saison 4, épisode 9)
- 1985 : Punky Brewster : Dash (saison 1, épisode 21 et 22)
- 1985 : Histoires fantastiques (Amazing Stories) : Sam (saison 1, épisode 3 : Le messager d'Alamo)
- 1985 : La Cinquième Dimension (The Twilight Zone) : Le petit garçon (saison 1, épisode 13 : Croyez-vous encore au Père Noël ?)
- 1986 : Le Monde merveilleux de Disney (Walt Disney Presents) : Fantôme pour rire (Mr. Boogedy) : Aurie Davis
- 1986-1990 : Alf : Brian Tanner (101 épisodes)
- 1987 : Les Pitous (Pound Puppies) : Andy (saison 2, épisode 4) (voix)
- 1989 : Fantastic Max : Benjamin 'Ben' Letterman (saison 2, épisode 1) (voix)
- 1991 : Murphy Brown : Brian (saison 3, épisode 18)

#### Téléfilms
- 1986 : La Dernière Cavale (Thompson's Last Run) de Jerrold Freedman : Little John
- 1987 : Alf Loves a Mystery de Tony Singletary : Kid Cameron
- 1991 : Pour que l'on n'oublie jamais (en) (Never Forget) de Joseph Sargent : Kenny Mermelstein
- 1992 : Lady Against the Odds de Bradford May : Newspaper Boy